# Andrea Perrucci

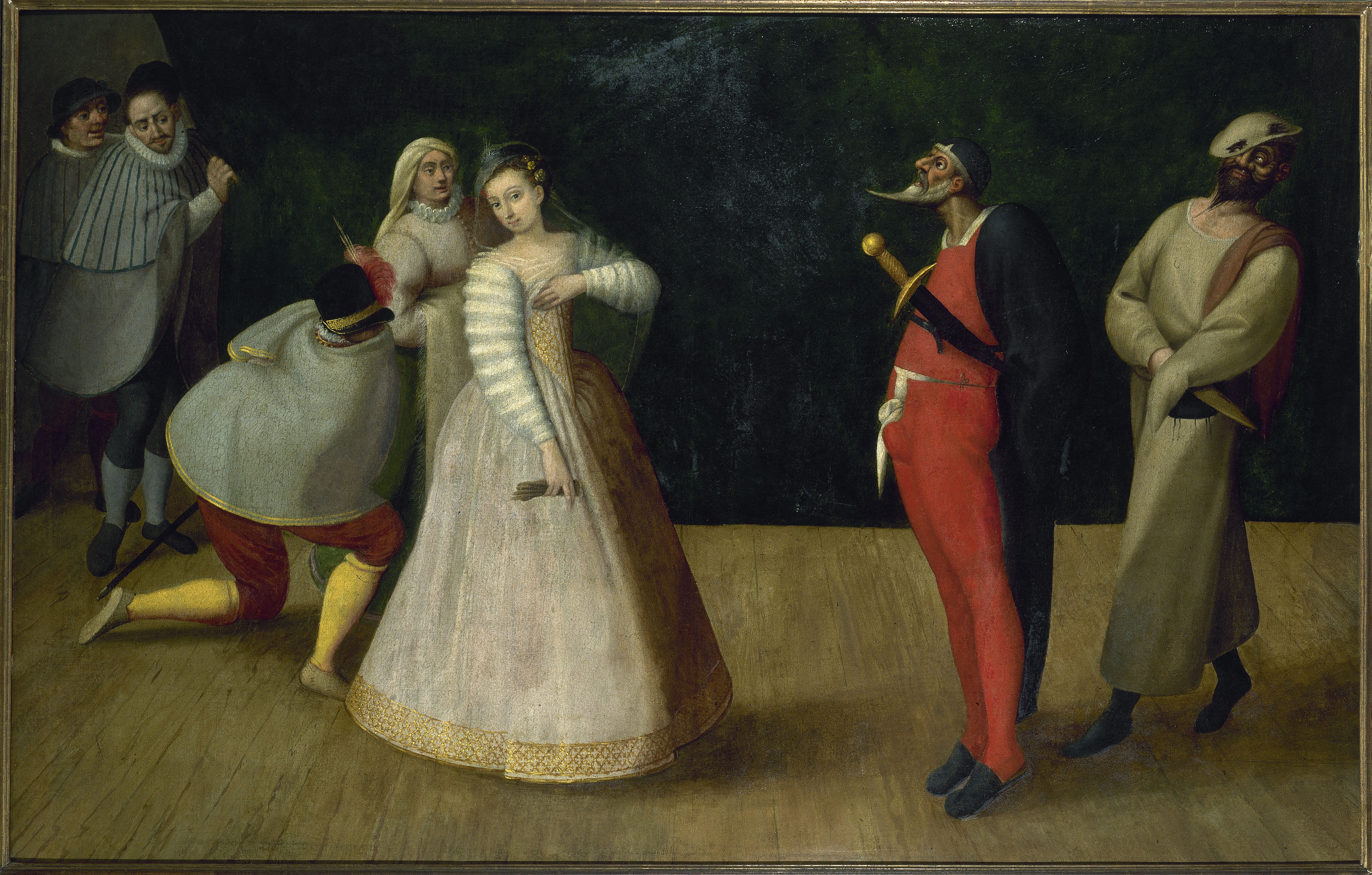
Perrucci è ricordato anche come canonizzatore della commedia dell'arte, qui in una raffigurazione fiamminga di fine Cinquecento (Hieronymus Francken I, Compagnia dei comici Gelosi)

Andrea Perrucci, alias Casmiro Rugiero Ocone o Enrico Preudarca (Palermo, 1º giugno 1651 – Napoli, 6 maggio 1704), è stato un drammaturgo, librettista e gesuita italiano, autore e teorizzatore della commedia dell'arte, attivo anche nel teatro religioso. Fu inoltre, pur con esiti modesti, poeta in latino e in vari idiomi vernacolari.

## Biografia
Nacque a Palermo, nel Regno di Sicilia, figlio di Francesco Perrucci, ufficiale della Squadra marittima, e di Anna Fardella, una nobildonna trapanese, appartenente a uno dei più antichi ed illustri casati isolani. Visse sin dall'adolescenza a Napoli, dove avviò  gli studi di Gramatica presso i Gesuiti; studiò poi con i Frati Predicatori e quindi diritto civile e diritto canonico con Pulcarelli e de Philippis, acquisendo il titolo di Utriusque Iuris Doctor (V.I.D.) presso il Collegio napoletano dei dottori. I suoi studi furono un po' contrastati dall'opposizione del padre, che li riteneva inutili (e si esprimeva sulla inanità dello sforzo mutuando le parole del genitore nella Tristia di Ovidio: studium quid inutile temptas? "Perché tenti uno studio inutile?"), ma anche dalla cattiva salute e dalle avversità della vita. Ritornò per un po' in Sicilia per cercare, senza successo, di rientrare in possesso dei beni di famiglia. Per la delusione patita, Perrucci farà ritorno a Napoli senza mai più rimetter piede nella terra che gli aveva dato i natali.
Tra i primissimi letterati che a Napoli si dedicarono al melodramma, Perrucci fu il primo nel Regno a cimentarsi come librettista, arte alla quale si dedicò in più riprese, manifestando una particolare e stravagante vena creativa che sortì l'effetto di risvegliare l'interesse di altri autori, dando impulso alla nascita dell'opera buffa.
Come autore teatrale, Perrucci è ricordato soprattutto per La Cantata dei pastori, l'opera sua più fortunata, di cui per secoli si è perpetuata la tradizione rappresentativa nei teatri popolari in occasione del Natale. Al suo lavoro di teorico, invece, si deve il notevole trattato Dell'arte rappresentativa, premeditata e all'improvviso, in cui egli si occupava del genere improvvisativo, tramandandoci così un'importante testimonianza scritta sul genere teatrale della commedia dell'arte.
Dottore in diritto canonico e civile (Utriusque Iuris Doctor), Perrucci fu membro dell'Accademia dei Raccesi di Palermo e quindi della napoletana Accademia dei Rozzi, frequentata da Biagio Cusano, della quale fu anche segretario. Fu inoltre accademico dei Pellegrini a Roma, con il nome di Rolmidero dell'Oreto, e censore promotoriale degli Spensierati di Rossano.
Fu per molti anni poeta del teatro degli Armonici di San Bartolomeo, posizione a cui fu elevato da vari viceré di Napoli, Fernando Fajardo y Álvarez de Toledo marchese de los Vélez, Gaspar Méndez de Haro marchese di El Carpio, Francisco de Benavides conte di Santisteban, e dal Gran Connestabile del Regno Filippo II Colonna.

### La Cantata dei pastori
È noto soprattutto per il dramma sacro Il vero lume tra le ombre, ovvero la spelonca arricchita per la nascita del verbo incarnato (o La nascita del verbo umanato), meglio nota come La Cantata dei pastori, scritta nel 1698, sotto lo pseudonimo di Casimiro Ruggiero Ugone. L'opera, articolata in tre atti di notevole durata, fu portata in scena l'anno dopo e nei due secoli successivi poté godere di una notevole fortuna nei teatri popolari napoletani, venendo regolarmente rappresentata nella Notte di Natale, fino all'Ottocento, con una tradizione popolare che è viva e si rinnova ancora oggi.

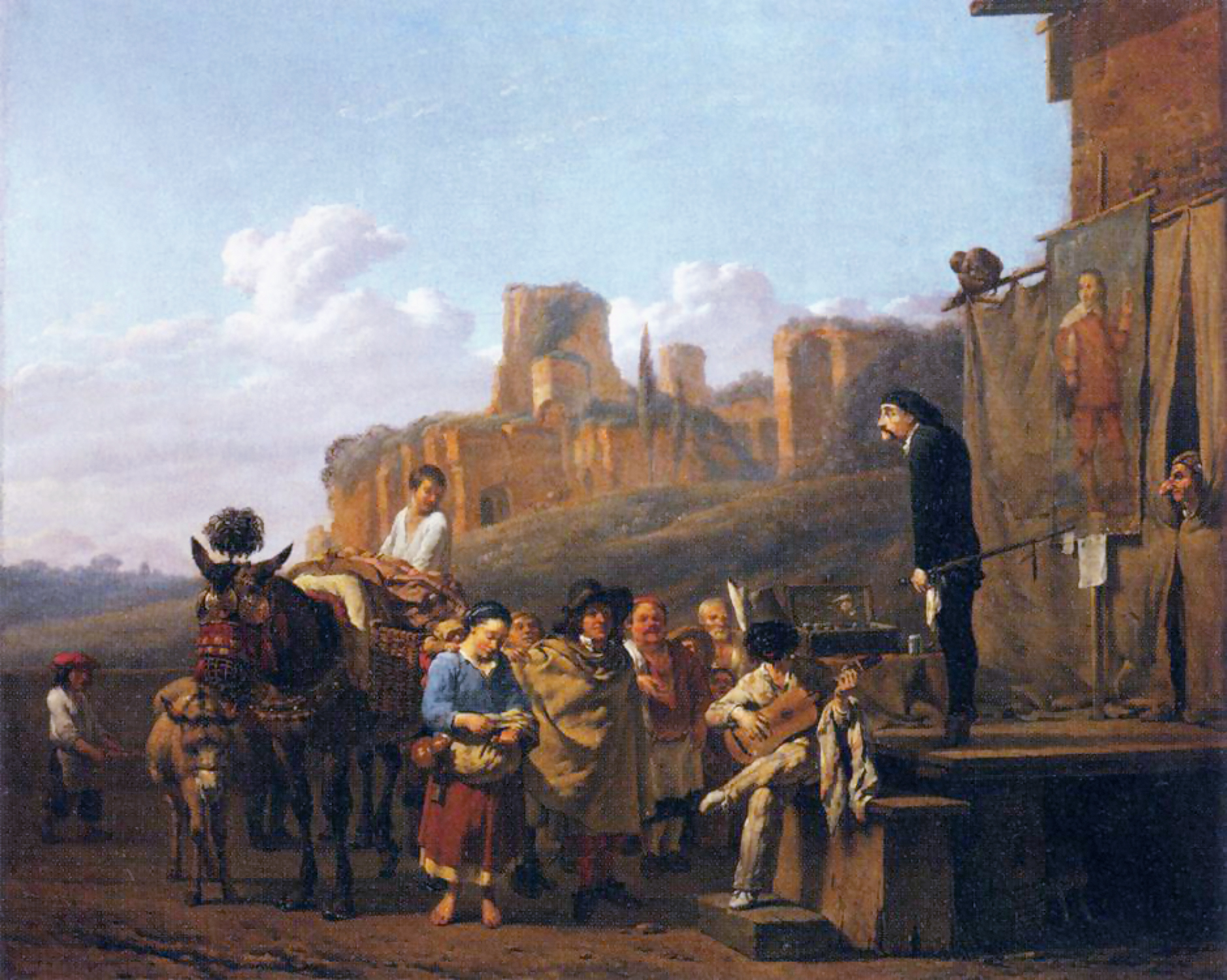
Raffigurazione seicentesca di una compagnia itinerante della commedia dell'arte (Karel Dujardin, 1657)

### Dell'arte rappresentativa, premeditata e all'improvviso
Fu autore del notevole trattato Dell'arte rappresentativa, premeditata e all'improvviso, importante opera teorica sulla rappresentazione teatrale e sui metodi di lavoro della Commedia dell'arte, alla quale egli stesso si era dedicato anche se, come egli tiene a precisare, solo per diletto con gli amici e non per professione.
Scritto nel 1699, il trattato contribuì a disciplinare e sistematizzare il genere improvvisativo. 
L'opera, infatti, non può essere semplicemente considerata come un'importante summa teatrale dello stato dell'arte di quel genere comico, peraltro l'unica del genere, ma deve essere valutata appieno nel suo intento 'prescrittivo', programmaticamente dichiarato dall'autore:
(Dell'arte rappresentativa, premeditata e all'improvviso, pp. 8-9)
Perrucci, con il suo scritto, è testimone delle difficoltà in cui alla sua epoca si dibatteva quel genere teatrale, per l'inaridimento della vena performativa, delle idee, invenzioni, trovate sceniche. Al centro delle sue preoccupazioni era la sopravvivenza stessa di quella forma recitativa, la cui sostenibilità sociale e morale egli voleva fondare su prospettive nuove, quelle di un'arte in grado di trasmettere modelli educativi ed esemplari: questo ruolo potenziale egli intendeva garantire proprio attraverso una forma di istituzionalizzazione.
Il carattere 'normativo' dell'opera fornì una base teorica al processo di canonizzazione del genere improvvisativo, precisando le regole alle quali doveva sottostare l'utilizzo scenico di testi, canovacci, e repertori di trovate e lazzi. Seppur indirettamente, però, la volontà normativa di Perrucci favorì in modo inconsapevole il processo di 'omologazione' e impoverimento dell'"improvvisa", un fenomeno che accompagnò, e al tempo stesso causò, il declino di quel genere teatrale.

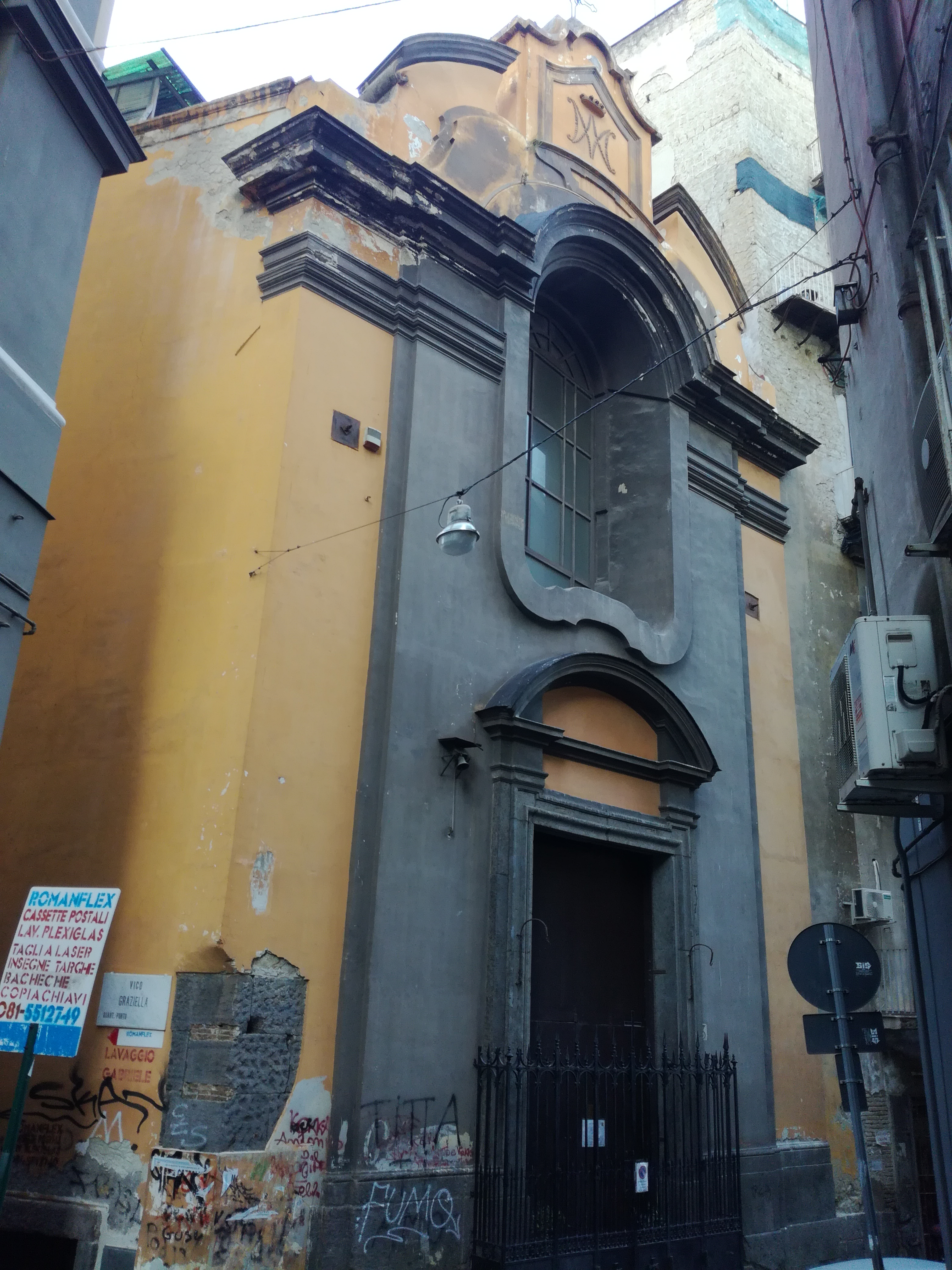
Facciata dell'ex teatro San Bartolomeo, ora sede del centro di musica da camera CERSIM

### Fioritura a Napoli della vena comica operistica
La vena creativa di Perrucci, con i suoi libretti «ampollosi e strani» ebbe l'effetto di risvegliare la vita musicale del Regno di Napoli: non appena iniziò a comporre i suoi "poveri melodrammi", altri artisti si affollarono attorno a lui. Francesco Maria Paglia e Silvio Stampiglia di Civita Lavinia riempiono le sale dei teatri napoletani con le loro opere bizzarre, in cui l'esagerazione si allea con la naturalità, e le invenzioni più stravaganti si legano alle osservazioni del vero. Fu così che a Napoli la vena comica e buffa andò a fiorire, ancor più che a Venezia, e lo fece proprio insinuandosi nelle trame dell'opera seria.
Fu autore di recitativi, serenate, canzoni, ma anche librettista di vari oratori in musica: L'Arca del Testamento in Gerico (1704, Napoli) e Il zelo animato ovvero il Sant'Elia profeta (1733, Napoli), musicati da Francesco Mancini (1672-1737); Il Gedeone di Nicola Porpora.

## Altre opere
Andrea Perrucci fu autore fecondo e prolifico in vari campi, anche al di fuori della scrittura teatrale. Fu poeta marinista di modesta estrazione in vari idiomi, poeta vernacolare, librettista melodrammatico, traduttore dal latino, e finanche prosecutore dell'opera poetica incompiuta di Claudiano.

### Poesia
Oltre che autore di teatro religioso (sul modello delle comedias de santos della letteratura teatrale spagnola), fu a lungo poeta del Teatro degli Armonici di San Bartolomeo .
Poeta di ispirazione marinista, Perrucci si cimentò, con esiti assai modesti, nella composizione di liriche in vari idiomi (toscano, siciliano, calabrese, napoletano) e in lingua latina, di cui pubblicò nel 1665 la raccolta Idee delle Muse.
Nel 1678 scrisse il poema eroicomico dialettale L'Agnano zeffonato, poemma aroico, contenente una breve satira sui cattivi poeti, che traeva spunto da un'antichissima tradizione popolare napoletana di un'antica città sprofondata, a causa di un'eruzione vulcanica, sotto la superficie di quello che nel Seicento era il lago vulcanico di Agnano (non più esistente poiché prosciugato nell'Ottocento).  

### Traduzione e poesia latina
Fu traduttore del terzo libro del poema mitologico De raptu Proserpinae di Claudio Claudiano, opera con cui volle portare a termine una traduzione lasciata incompleta da altro autore. 
Si propose inoltre di colmare l'incompiutezza del poema, scrivendone di propria mano il terzo volume.

### Teatro

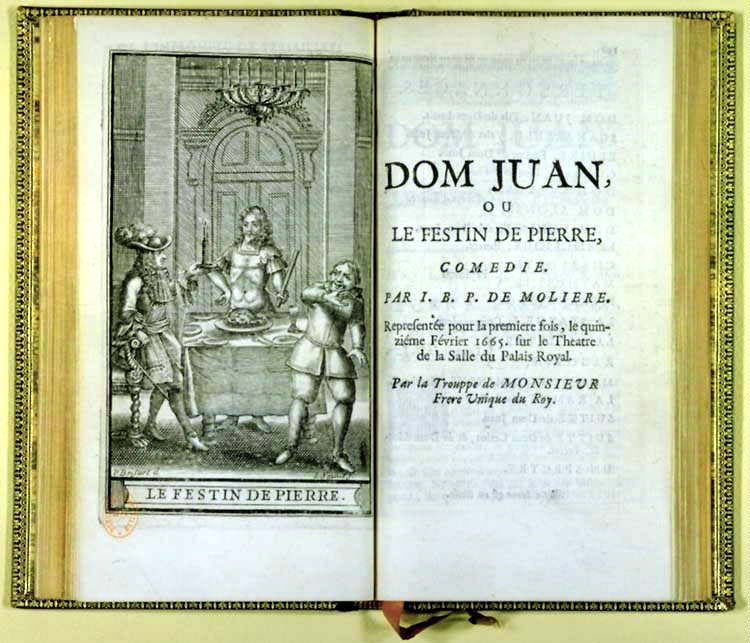
Frontespizio del Dom Juan di Molière, ed. 1682

#### Il convitato di pietra
Di lui è noto anche Il convitato di pietra del 1678, una rielaborazione della leggenda archetipica di Don Juan. Si trattava di un rimaneggiamento del Don Giovanni o Il convitato di pietra di Molière, che egli pubblicò con lo pseudonimo anagrammatico di Enrico Preudarca.

#### L'huomo redento

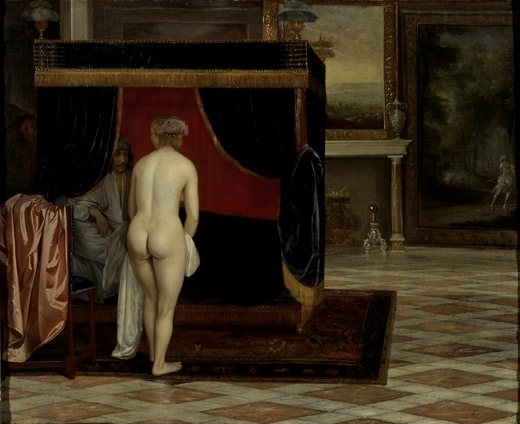
Eglon van der Neer (1675-1680): scena clou della vicenda di Candaule, di cui il gesuita Perrucci fu librettista, per Pietro Andrea Ziani

Presso la Biblioteca Nazionale di Napoli è conservato il manoscritto di un'opera in tre atti appartenente al filone del dramma sacro-farsesco, L'huomo redento, firmato con lo pseudonimo di Casmiro Rogiero Ocone, definito dall'autore come “opera scenica simbolico-sacra".

### Melodramma e oratori
Perrucci fu anche tra i precursori della cultura del melodramma a Napoli, città nella quale fu il primo a scrivere libretti d'opera: fu librettista per Chi tal nasce tal vive, ovvero L'Alessandro Bala (1678) e per Candaule re di Lidia (1679), entrambe del compositore Pietro Andrea Ziani, L'Epaminonda di Severo De Luca (1685), ma ancor prima per l'opera in tre atti Difendere l'offensore ovvero La Stellidaura vendicata, scritta in stile monteverdiano da Francesco Provenzale nel 1674 (Romain Rolland, che trovò l'opera alla biblioteca Santa Cecilia di Roma, riporta la data del 1670.), il cui libretto fu il primo di origine napoletana.

### Edizioni cartacee e materiali on-line
Cantata dei pastori
- Il vero lume tra le ombre, ovvero La Cantata dei pastori, pastorale sacra, Napoli, Paci, 1698, in dodicesimo.
- La Cantata dei pastori, a cura di Roberto De Simone, con illustrazioni di Gennaro Vallifuoco, Einaudi. ISBN 88-06-15632-2

Dell'arte rappresentativa...
- Dell'Arte rappresentativa premeditata ed all'improvviso, Napoli, Michele Luigi Mutio, 1699. Disponibile anche in Enzo Petraccone, La Commedia dell'Arte. Storie, tecnica, scenari, con prefazione di Benedetto Croce, Napoli, 1927.
- Dell'arte rappresentativa premeditata ed all'improvviso. Testo, introduzione e bibliografia a cura di Anton Giulio Bragaglia, Sansoni, Firenze, 1961.
- Francesco Cotticelli, Anne Goodrich Heck e Thomas F. Heck (curatori e traduttori), A Treatise on Acting, from Memory and by Improvisation (1699) by Andrea Perrucci [Dell'arte rappresentativa, premeditata e all'improvviso], Scarecrow Press, 2007. ISBN 978-0-8108-6033-9
  - Il testo integrale bilingue, italiano-inglese, in facsimile, dall'edizione Scarecrow Press, è disponibile online con note a commento in Html di Francesco Cotticelli, dal sito della Biblioteca nazionale Vittorio Emanuele III di Napoli.

Il convitato di pietra
- Il convitato di pietra, col nome anagrammatico di Errico Praudarca, Paci, 1690, in 12°.
- (Roberto De Simone, a cura di), rist. anast. nel Programma di sala del Don Giovanni di Mozart e del Convitato di Giacomo Tritto, Teatro San Carlo, stagione 1994-1995.
  - Il convitato di pietra, Einaudi, a cura di Roberto De Simone, 1998. ISBN 978-88-06-14120-2

L'huomo redento
- L’Huomo Redento per la Santissima Nascita del Eterno Verbo Humanato. Opera scenica simbolico-sacra di Casmiro Rogiero Ocone, in tre atti, da un manoscritto della Biblioteca Nazionale di Napoli.

L'Agnano zeffonato
- L'Agnano zeffonato, poema giocoso napoletano, Paci, 1678.

La Debbora, profetessa guerriera
- La Debbora, profetessa guerriera, oratorio per musica allusivo alla vittoria navale del Ser.mo D. Gio. d'Austria. Musica di Giuseppe Vignola, ed. Michele Luigi Muzio, Napoli, 1698, in 8°.
- La Debbora, profetessa guerriera, etc., ed. Giacinto Pittante, Napoli, 1701, in 8°.